# Victoria (Brăila)
Pour les articles homonymes, voir Victoria.
Victoria est une commune du județ de Brăila en Roumanie.